# Altaria
Altaria ist eine finnische Heavy Metal/Hard-Rock-Band, die im Jahre 2000 unter anderem von Marko Pukkila und Tony Smedjebacka gegründet wurde. 2016 gab die Band ihr bislang letztes Konzert.

## Bandgeschichte
Die ersten Gesangparts übernahm Johan Mattjus. Als Nächstes stieß der Gitarrist Jani Liimatainen von Sonata Arctica dazu. Bis dahin war die Band eher als Projekt gedacht. Doch aus einem Hobby wurde schließlich eine vollwertige Band. Als die erste Studiosession vorbei war, wurde die Drei-Stücke-Demo Sleeping Visions an Medien und Radios verteilt.
Aufgrund diverser Probleme mit Johan Mattjus kam Jouni Nikula der Band während zwei Live-Shows zu Hilfe. Da diese Auftritte mit dem neuen Sänger ziemlich gut ankamen, gab es bei Altaria den ersten Line-Up-Wechsel; man verpflichtete Nikula als festes Mitglied der Band. Im Frühjahr 2002 begab sich die Band wiederum ins Studio, um acht neue Songs aufzunehmen. Vier davon wurden unter dem Namen Feed The Fire produziert und als Download im Internet angeboten. Nach der Veröffentlichung der neuen Demo kletterten alle Altaria-Songs zur gleichen Zeit in die Top 50 der MP3.com-Charts. Im Herbst 2002 stieß Emppu Vuorinen von Nightwish als zweiter Gitarrist zur Band. Im August 2002 unterschrieb Altaria schließlich einen Plattenvertrag mit AOR Heaven und im Frühjahr 2003 erschien das Debüt-Album Invitation.
Die nächsten Line-Up-Wechsel erfolgten nach der Veröffentlichung von Invitation. Vor der Invitation-Tour entschied sich Sänger Jouni Nikula dazu, die Band zu verlassen. Altaria kontaktierte den Sänger Taage, der auch gleich zusagte. Mit ihm trat die Band im September 2003 dreimal auf. Aufgrund seiner Tätigkeiten mit Nightwish verließ im Januar 2004 auch Emppu Vuorinen die Band.
Der Gitarrist Petri Aho bot im Januar 2004 seine Hilfe für die Finnland-Tour an; so hatte man anstelle eines Gitarristen deren zwei. Nach der Tour begab sich Altaria ins Studio, um Aufnahmen für das neue Album Divinity zu machen, auf dem sich zwei Songs von Jani befinden (Unchain The Rain, Falling Again). Divinity wird von den Fans als härter als sein Vorgänger eingestuft und erschien im Jahre 2004. Für das im Jahre 2006 veröffentlichte Album The Fallen Empire stand ein weiterer Besetzungswechsel an. Da Liimatainens Hauptband Sonata Arctica sehr viel von seiner Zeit beanspruchte, konnte er Altaria nicht mehr ausreichend Zeit widmen. Doch mit J-P Alanen von Celesty fand man für ihn einen guten Ersatz. Im Dezember 2006 verließ mit Taage bereits der dritte Sänger die Band. Im Mai 2007 erschien Divine Invitation.

## Diskografie

### Alben
- 2003: Invitation
- 2004: Divinity
- 2006: The Fallen Empire
- 2007: Divine Invitation
- 2009: Unholy
- 2022: Wisdom